# (10638) McGlothlin
(10638) McGlothlin est un astéroïde de la ceinture principale.

## Description
(10638) McGlothlin est un astéroïde de la ceinture principale. Il fut découvert le 16 septembre 1998 à la station Anderson Mesa par le programme LONEOS. Il présente une orbite caractérisée par un demi-grand axe de 3,15 UA, une excentricité de 0,15 et une inclinaison de 6,3° par rapport à l'écliptique.

## Compléments